# أحمد بن مخلوف الشابي
أحمد بن مخلوف الشابي هو العارف بالله أحمد بن مخلوف الشابي ولد سنة 1431 و توفي سنة 1492.
هو من أقطاب التصوف بتونس في العهد الحفصي ووالد آلشيخ عرفة الشابي مؤسس الطريقة الشابية وقائد المقاومة ضد الإسبان والعثمانيين. لقبه صوفية المشرق بزهرة ٱل الغرب المنعمة من أبرز تلامذته أحمد الغوث التباسي التوزري وأحمد المقنعي الحناشي.
أبناؤه:

ـ أبو عبد الله محمد الكبير
ـ عرفة الشابي
ـ أبو الفضل
ـ أبو الطيب
ـ أبو الكرم
ـ أبو السعود
ـ ابن لم يصلنا اسمه
ـ أم العز
حياته :
بعد تأسيسه لمدرسة في الحاضرة تونس وأدائه لفريضة اختار الاستقرار بالقيروان ومن كانت انطلاقته في نشر فكره الإصلاحي فأستمال أعدادا كبيرة من المريدين والقبائل و خاصة مع حالة الفساد والظلم المستشرية في ذلك العهد .
كان العارف بالله أحمد بن مخلوف صاحب مدرسة تربوية واجتماعية، فقد بدأ معلما للقرٱن وتولى إمامة جامع الداروني بالقيروان وكان عالما باللغة حافظا للقرآن .
وفاته :
توفي سنة 1492 تاركا أبناء أنشأهم على حب الدين والعلم فواصلوا رحلة والدهم .